# Leitner Gábor
Leitner Gábor (Budapest, 1948. április 7. –) magyar fogorvos, politikus, országgyűlési képviselő. A Proform Rt. igazgatótanácsának tagja.

## Életpályája

### Iskolái
Az általános és a középiskolai tanulmányait a fővárosban végezte el. 1975–1977 között a Marosvásárhelyi Orvostudományi Egyetem hallgatója volt. 1977–1978 között a Kolozsvári Orvostudományi Egyetemen tanult. 1978–1983 között a Düsseldorfi Orvostudományi Egyetemre járt. 1990–1993 között politológiát tanult a Kölni Egyetemen.

### Pályafutása
1966–1969 között a Gelkáná gépkocsivezetőként dolgozott. 1969–1990 között az NSZK-ban élt. 1983–1985 között Düsseldorfban, 1985–1990 között pedig Aachenben fogorvosként praktizált. 1990-ben rokkantnyugdíjas lett.

### Politikai pályafutása
1993–1997 között a KDNP tagja volt. 1994–1997 között a Külügyi bizottság tagja volt. 1994–1998 között országgyűlési képviselő (Szob, 1994–1997 KDNP; 1997: Független; 1997–1998: Fidesz) volt. 1996–1997 között az Európai integrációs ügyek bizottságának tagja volt.

## Családja
Édesanyja, Nagy Klára (1911–?) volt. Két testvére van. 1979-ben házasságot kötött Szabó Éva Noémivel. Egy fiuk született: Gábor Attila (1980–).